# Всевелике військо Донське (спілка)

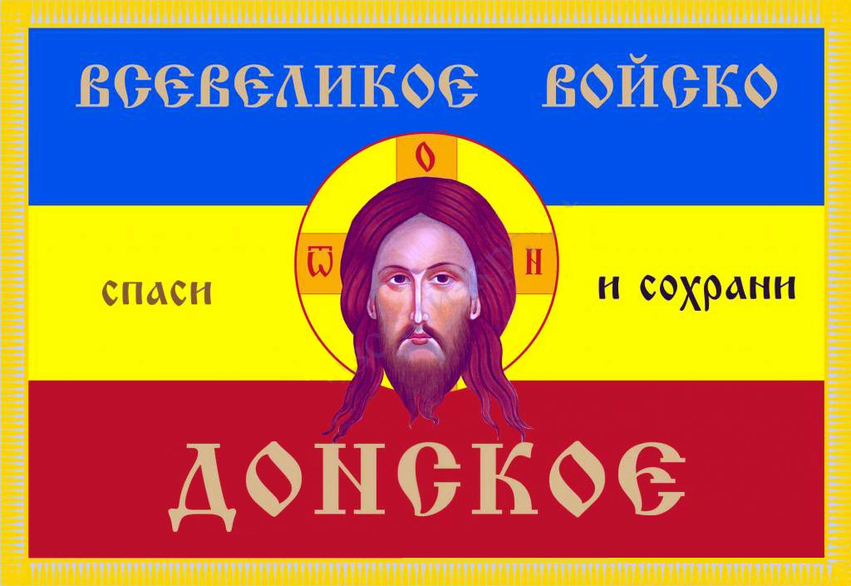
Прапор організації

«Всевелике військо Донське» — міжнародна спілка російських неонацистських та чорносотенних організацій з осередком на території історичної Області Війська Донського Росії, зареєстрована Міністерством юстиції Російської Федерації 12 квітня 1995 року. Штаб «козацтва» знаходиться в Ростові-на-Дону. Голова організації — російський військово-політичний злочинець, «генерал армії» козачих військ, «отаман» Микола Козіцин.

## Історія

### Війна на сході України
У 2014 році організація відзначилась формуванням незаконних збройних угрупувань і засиланням їх на територію східної України, де було створене формування Козача національна гвардія для підтримки терористичної організації «Луганська народна республіка»:
|                   | У зв'язку з важкою ситуацією, що склалася на південному сході України, звертаюся до всіх отаманів Всевеликого Війська Донського з наказом, до братів козаків з інших козачих військ і громадських організацій з проханням щодо формування Козачій Національної Гвардії. Козача Національна Гвардія повинна бути сформована найближчим часом в станицях, хуторах, округах, а також в інших військах для відправки в центр бойових дій.Оригінальний текст (рос.) В связи с тяжелой ситуацией, сложившейся на юго-востоке Украины, обращаюсь ко всем атаманам Всевеликого Войска Донского с приказом, к братьям казакам из других казачьих войск и общественных организаций с просьбой по формированию Казачьей Национальной Гвардии. Казачья Национальная Гвардия должна быть сформирована в ближайшее время в станицах, хуторах, округах, а также в других войсках для отправки в центр боевых действий. На юго-востоке Украины идут кровопролитные бои с оккупационными войсками, состоящими не только из участников киевского майдана и ребят из западной Украины, но и наемников из стран Европы и Америки. Под знаменами украинизации Украины идет самая настоящая оккупация этой территории поляками, румынами, венграми, для которых Украина нужна как сырьевой придаток, а Русские, Казаки, Белорусы подлежат полному уничтожению на данной территории. Казачьей Национальной гвардии необходимо принять непосредственное участие в прекращении этой кровопролитной войны, в уничтожении живой и технической силы противника, в освобождении юго-востока Украины от оккупантов. Призываю всех казаков, имеющих честь и совесть, встать на защиту своих братьев по крови. |
| — Микола Козіцин, | |